# Jelšovce
Jelšovce és un poble i municipi d'Eslovàquia que es troba a la regió de Nitra, al sud-oest del país. El 2022 tenia una població estimada de 986 habitants. És esmentat per primera vegada el 1326.

## Demografia
| Godina             | 1994 | 2004   | 2014   | 2024   |
| ------------------ | ---- | ------ | ------ | ------ |
| Nombre de persones | 979  | 949    | 1008   | 985    |
| Diferència         |      | −3,06% | +6,21% | −2,28% |

| Godina             | 2023 | 2024   |
| ------------------ | ---- | ------ |
| Nombre de persones | 986  | 985    |
| Diferència         |      | −0,10% |